# جاك وليامز
جاك وليامز (بالإنجليزية: Jacques Williams)‏ (25 أبريل 1981 ليفربول المملكة المتحدة - ) هو لاعب كرة قدم بريطاني يلعب كلاعب وسط.

## روابط خارجية
- جاك وليامز على موقع قاعدة بيانات كرة القدم.إي يو (الإنجليزية)
- جاك وليامز على موقع Soccerbase.com (لاعب) (الإنجليزية)